# Sclerasterias mazophora
Sclerasterias mazophora är en sjöstjärneart som först beskrevs av James Wood-Mason och Alcock 1891.  Sclerasterias mazophora ingår i släktet Sclerasterias och familjen trollsjöstjärnor. Inga underarter finns listade i Catalogue of Life.